# Cyclopodia euronoti
Cyclopodia euronoti är en tvåvingeart som beskrevs av Maa 1971. Cyclopodia euronoti ingår i släktet Cyclopodia och familjen lusflugor. Inga underarter finns listade i Catalogue of Life.